# Chiesa dei Santi Gervasio e Protasio (Denno)
La chiesa dei Santi Gervasio e Protasio è la parrocchiale di Denno in Trentino. Fa parte della zona pastorale delle Valli del Noce e risale al XIII secolo. Dal 2012 è la sede dell'unità pastorale Cristo Salvatore.

## Storia

### Fondazione e primi secoli

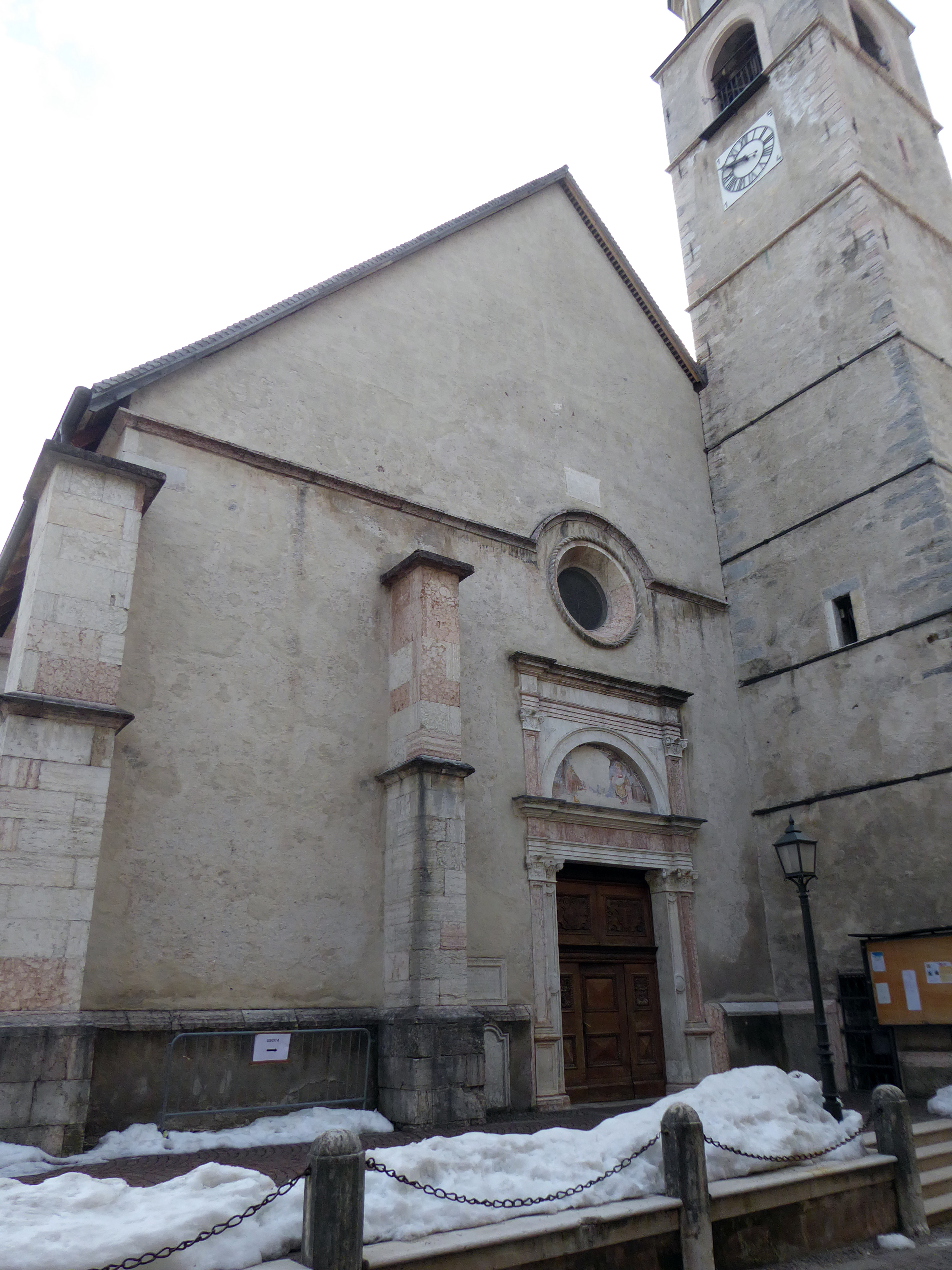
Facciata della chiesa

La dedica ai santi Gervasio e Protasio martiri fa supporre si tratti di una delle pievi più antiche dell'area. Una prima citazione documentale della pieve di Denno potrebbe risalire al 1210, quando si trova notizia di una rendita di "IIII ornas vini in plebe Enni", che potrebbe però indicare la pieve di Egna. Nel 1276 compare nuovamente una menzione della pieve di Denno (intesa forse però nel senso territoriale, non prettamente religioso) e solo negli anni 1288 e 1289 compare il nome di un pievano, Trentino (o Tridentino). Il suo successore Nicolò pagò la decima papale sia nel 1295 che nel 1316.
All'inizio del XVI secolo iniziò la fase di ricostruzione dell'antico edificio, non più sufficiente a soddisfare i bisogni dell'accresciuta popolazione, che si protrasse a lungo. La chiesa venne ultimata nel 1542, come si evince dalla data fatta dipingere dal pievano Gaspare Iosio sull'arco santo e dall'iscrizione rinvenuta sulla facciata, e nel 1558 vi fu la sua consacrazione solenne celebrata da Mariano Mano, suffraganeo del principe vescovo di Trento Cristoforo Madruzzo.

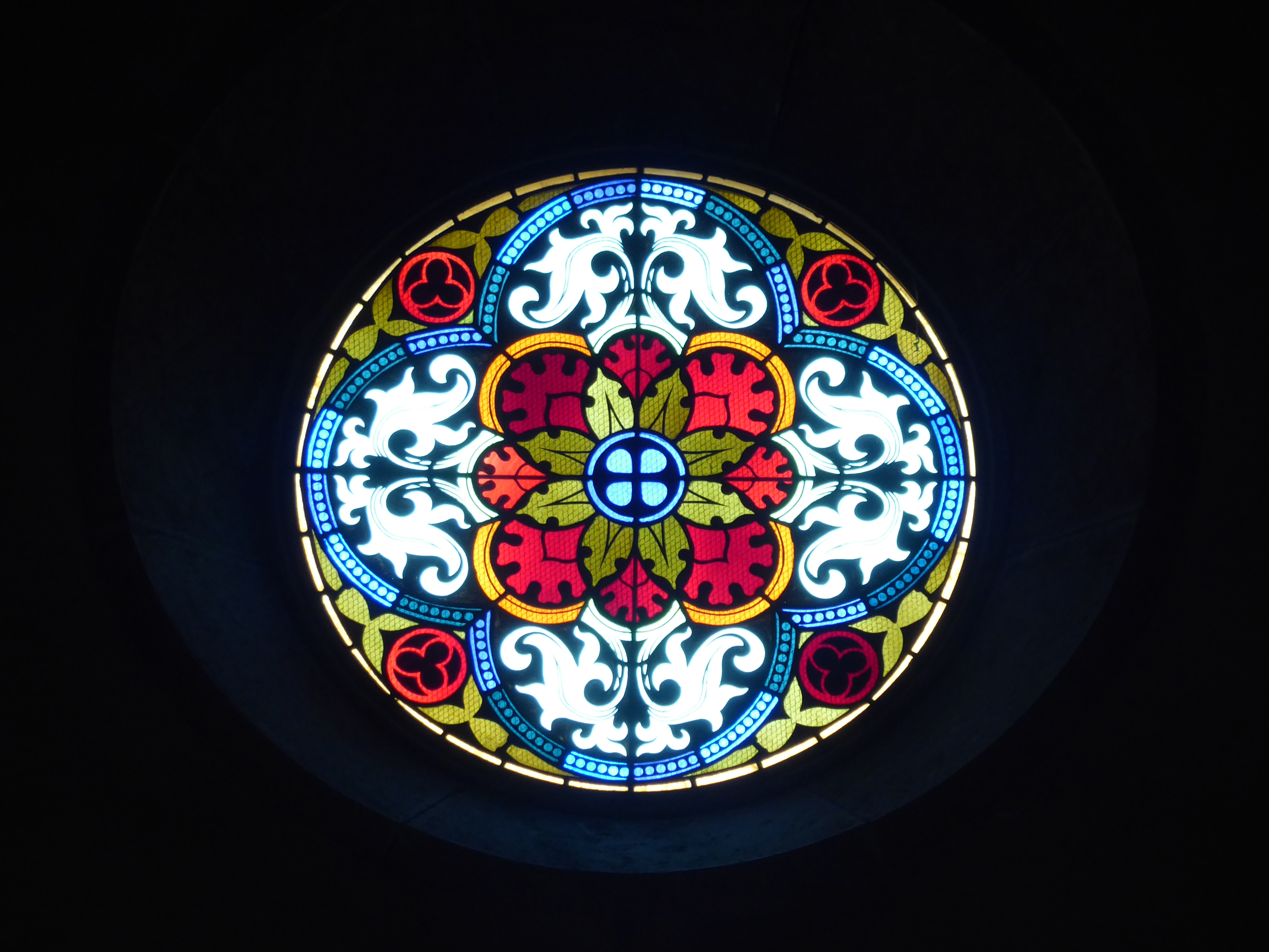
Rosone con vetrata policroma.

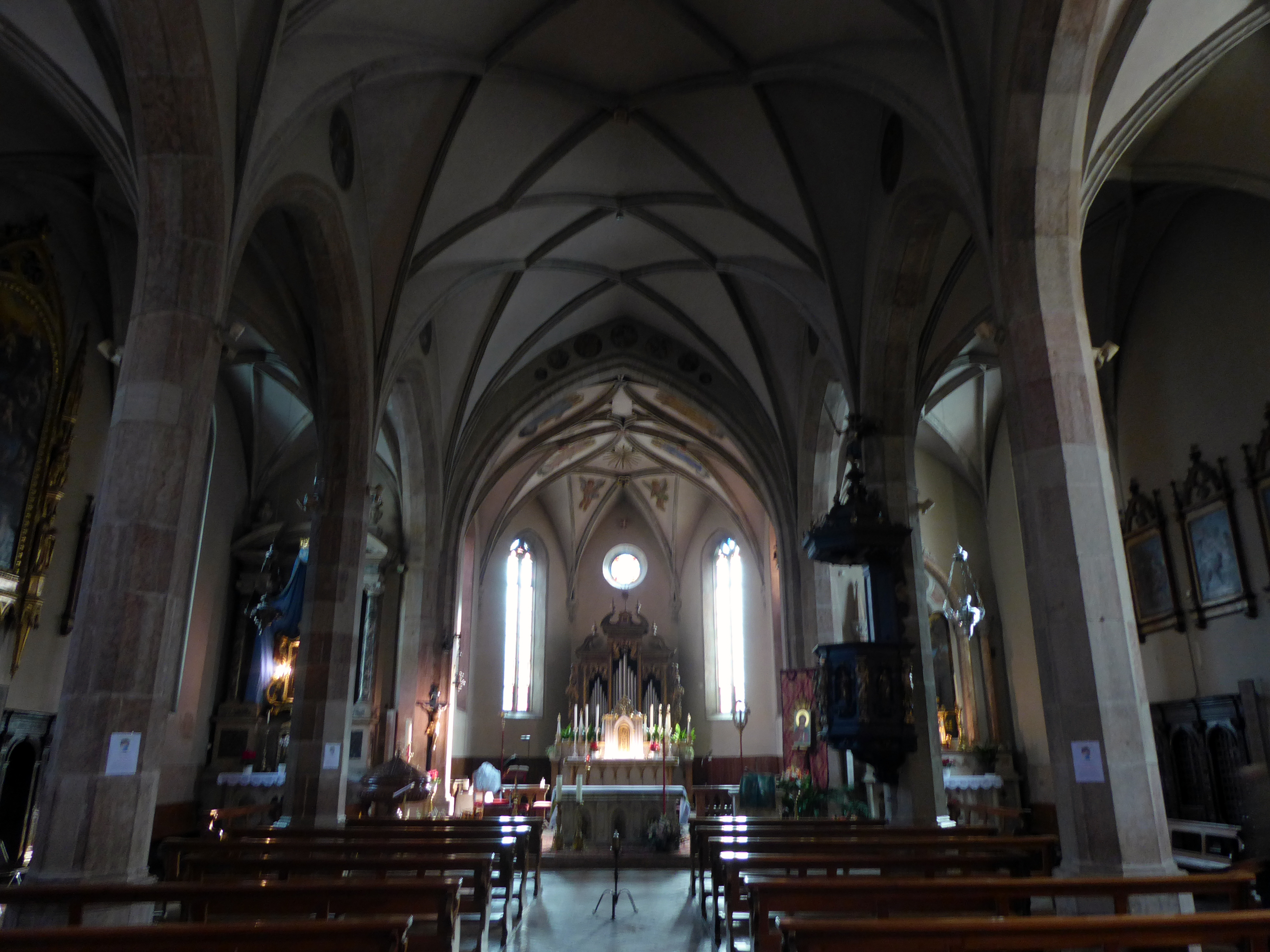
Interno della navata

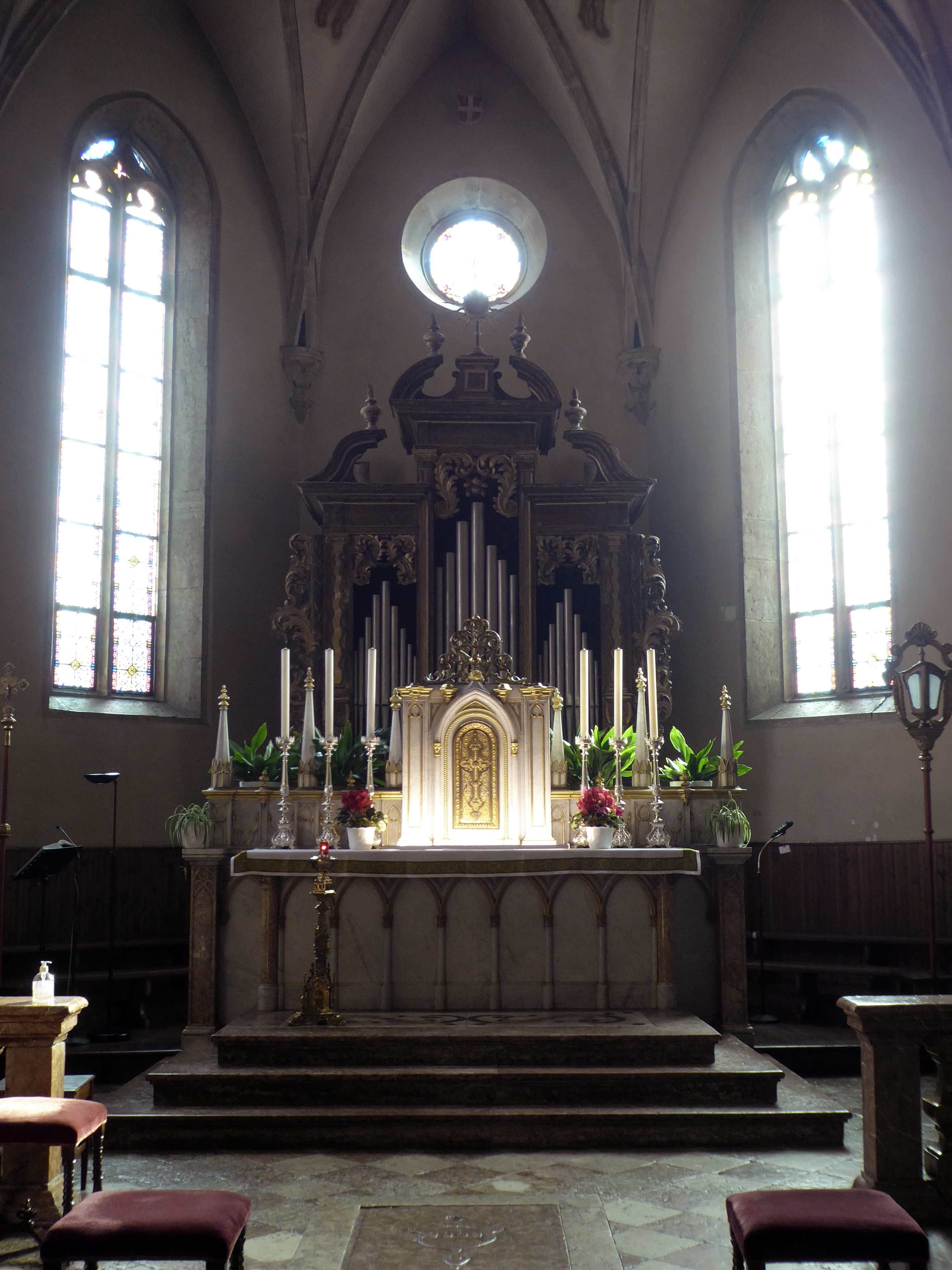
Presbiterio

Oltre un secolo più tardi, tra il 1678 e il 1700, la chiesa fu oggetto di importanti ristrutturazioni con decorazione della sacrestia, rinnovo delle parti deteriorate del tetto, posa di balaustre e scalinata del presbiterio e la realizzazione dell'organo nella cantoria.
Un incendio nel 1736 procurò enormi danni alla sacrestia con la perdita di documenti ecclesiastici e comunali qui conservati.
Attorno alla metà del XVIII secolo venne ristrutturato il campanile che aveva mostrato segni di cedimento strutturale e circa trenta anni dopo si pose mano alla pavimentazione del presbiterio.
Col nuovo secolo venne spostato fuori dall'abitato il cimitero prima accanto alla chiesa, si costruì una nuova sacrestia (1827), venne rifatta la copertura del tetto modificandone il suo profilo sulla facciata, fu rifatta la pavimentazione della sala e furono rimosse le antiche lapidi sepolcrali che vi si trovavano. Venne rinnovato anche il presbiterio, per il nuovo altar maggiore, e durante i lavori vennero scoperte tracce di antichi affreschi.
Nel 1871 un incendio colpì la borgata dove si trova la chiesa e la torre campanaria venne compromessa. Nello stesso anno vennero rimossi gli altari in legno. I danni al campanile vennero riparati in un solo anno e le campane danneggiate furono sostituite.

### Dal XX secolo
All'inizio del XX secolo fu necessario restaurare nuovamente il campanile, inoltre altre parti dell'edificio furono interessate da lavori, come le finestre nella prima campata della sala e le decorazioni di abside e presbiterio.
La parrocchia di Denno, nel 1912, divenne sede del decanato.
Dopo le incurie e i furti subiti durante il primo conflitto mondiale si sostituirono le cinque (su sei) campane requisite dagli austriaci, refuse nel 1921 dalla fonderia Colbacchini e si restaurarono le parti danneggiate. La chiesa ebbe dignità di arcipretura nel 1922.
Nella seconda metà del secolo la copertura del tetto venne sostituita e venne realizzato l'adeguamento liturgico. In questa circostanza l'altare maggiore storico perse molte delle sue decorazioni che poi vennero utilizzate, suddivise in parti di minori dimensioni, per altri altari.
Un importante ciclo di restauri iniziò nel 1972 e continuò sino al 1981; riguardò la ristrutturazione del campanile con revisione del castello e dell'impianto elettrico, la sostituzione di una campana e il trasferimento dell'organo nell'abside. Nel 2006 è iniziato il ciclo di restauri più recente. Si sono rifatte le coperture del tetto secondo il modello originale, si è ripristinata la lunetta affrescata sul portale della facciata, oltre a riposizionare l'illuminazione dell'orologio.

## Descrizione

### Esterno
L'edificio, orientato a est, si trova nel centro del paese di Denno, nell'ampia piazza principale. La facciata a due spioventi è parzialmente coperta dal campanile, in centro si trova il portale architravato, sormontato da una lunetta affrescata, che dal 1942 raffigurava i due santi titolari realizzati da Matteo Tevini e a partire dal 2008 invece l'affresco originario restaurato. Sopra il portale è poi presente il rosone. Addossata alla facciata sulla destra è presente la torre campanaria, con quadrante d'orologio sul lato nord e cella campanaria dotata di quattro monofore. La copertura del campanile è a bulbo con globo e croce apicale. Gli ingressi secondari si aprono in corrispondenza della terza campata.
Nel 2006 è stata rinvenuta un'iscrizione al centro di una targa rettangolare sulla facciata con la data 1542 e la firma di Rocco de Redis e del cugino Antonio de Tosane, originari di Laino, in Val d'Intelvi, luogo di provenienza dei Maestri intelvesi. Il maestro muratore oltre alla chiesa di Denno ricostruì il presbiterio e le coperture della chiesa di San Tommaso a Cavedago tra il 1546 e il 1547 e nel 1545 completò la realizzazione delle volte della Chiesa della Natività di Maria a Pellizzano.

### Interni
La chiesa è divisa in tre navate, ognuna di quattro campate, da dieci pilastri ottagonali. La controfacciata della navata maggiore ospita la cantoria, sulla quale sono appese undici tele (una è andata perduta) di Mattia Lampi raffiguranti i martiri degli Apostoli, sulle pareti di fondo delle navate minori sono situati i due altari laterali. Elevato di un gradino è presente il presbiterio, preceduto dall'arco santo a sesto acuto. In fondo l'abside poligonale, dove è posizionato l'antico organo, illuminata da monofore nelle pareti oblique e da un oculo sulla parete di fondo.

#### Gli altari
La chiesa conserva tre altari in marmo:
- l'altare maggiore, realizzato nel 1858 dal bresciano Adamo Italiani, su disegno dell'architetto Giuseppe Coletti.[14] L'altare in marmo di Carrara sostituì quello precedente in legno intagliato e dorato in seguito all'epidemia di colera del 1855, che non colpì il paese.[15]
- L'altare laterale sinistro, situato sulla parete di fondo della navata e fatto erigere dalla Confraternita del Rosario, risale al 1642. Presentava una pala raffigurante la Madonna del Rosario, ora sostituita da un quadro rappresentante la Madonna dell'aiuto (copia del Mariahilf di Lucas Cranach il Vecchio), con incoronazione aurea realizzata nel 1925.[16] La cornice in legno dorato, realizzata nel 1784, è opera di Giovanni Battista Insom senior ed è decorata da volute rocaille e finti drappeggi.[17]
- L'altare laterale destro, realizzato nel 1871 dagli Scanagatta di Rovereto grazie alle offerte della signora Luigia Ossana Gervasi, sul quale era posta una statua del Sacro Cuore di Gesù scolpita dall'intagliatore gardenese Giuseppe Moroder nel 1870 e ora presenta una tela della metà del XVII secolo raffigurante la Madonna con Bambino e Santi Mattia, Antonio abate e Giovanni Evangelista.[14]

Sulle pareti all'inizio delle navate sono stati poi posizionati nel 1981 due altari lignei del XVII secolo provenienti dalla Chiesa di Sant'Agnese, che nel 1978 avevano subito il furto di alcuni fregi lignei.
- Altare a muro a sinistra, con paliotto raffigurante San Simone Apostolo e una pala settecentesca della Crocifissione, la Vergine Maria, Santa Maria Maddalena e San Giovanni Evangelista.[19]
- Altare a muro a destra, con paliotto raffigurante San Fabiano e San Sebastiano e pala della Madonna con Bambino e i Santi Fabiano e Sebastiano.[19]

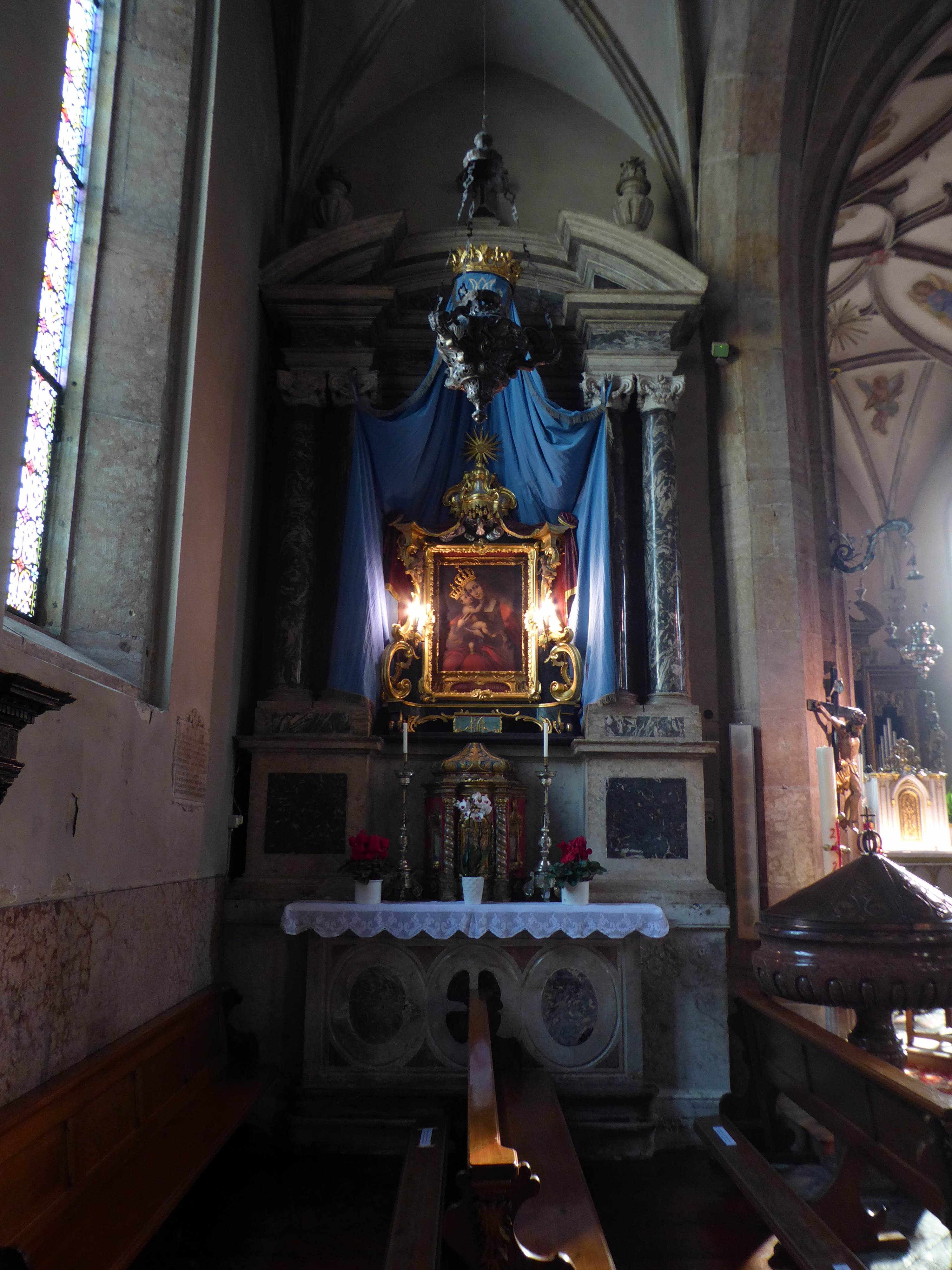
Altare sinistro e Madonna dell'Aiuto

#### Le decorazioni delle volte

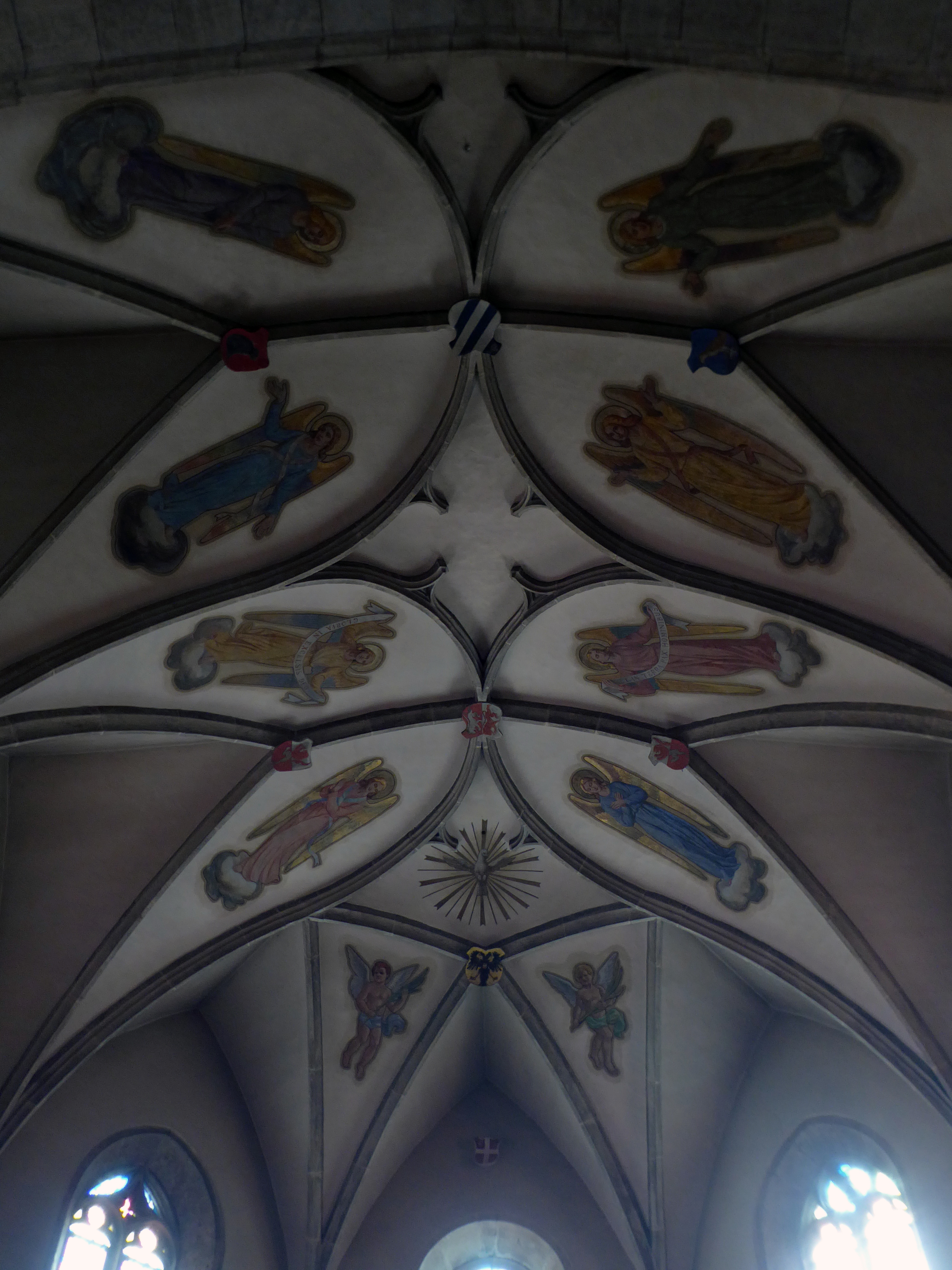
Chiavi di volta con le insegne nobiliari e affreschi di G.B. Chiocchetti

Secondo la tradizione, quattordici famiglie della pieve finanziarono la ricostruzione dell'edificio nel Cinquecento e ottennero così di poter collocare i loro stemmi in scudi nelle chiavi di volta delle nervature, alcuni dei quali ancora oggi visibili. Nell'avvolto del presbiterio, affrescato nel 1907 da Giovanni Battista Chiocchetti, sono raffigurati otto cherubini e due angioletti e nei punti d'incrocio sette scudi con le insegne delle famiglie Khuen-Belasi (due, con un leone rosso e argento), Gervasi (rosso, con un orso), Clesio (due leoni), Tavonati (falchetto d'oro in campo azzurro), Iosio (azzurro e argento) e l'aquila bicipite imperiale. Altri scudi presenti nella volta dell'aula appartengono al notaio Sicherio (Sicherivs B(er)toldvs notarivs de Enno), agli Alberti d'Enno, ai Campi di Campodenno e un altro con un castello con due pezzi merlati, non identificato.
Sulla colonna destra dell'arco santo sono rappresentati inoltre gli stemmi dei Gilli di Quetta, con le iniziali A. Q. D. (Antonio Quetta Dottore) e degli Josii (Iosio), famiglia del pievano Gaspare Iosio, con un'iscrizione che sottolinea il suo ruolo nella riedificazione della chiesa.
Sulla volta della navata maggiore sono presenti otto tondi, realizzati da Francesco Giustiniani di Roma nel 1914, raffiguranti gli Evangelisti e quattro Dottori della Chiesa: Sant'Ambrogio, San Girolamo, San Gregorio e Sant'Agostino.
Sull'arco santo sono inoltre presenti sette tondi, "non fedelmente rinnovati dal pittore Chiocchetti", con altre insegne nobiliari:
- stemma Iosio, bandato di argento ed azzurro;
- due stemmi de Federicis, scaccato di nero e bianco, con un'aquila;
- stemma non identificato, con tre leoni neri in campo d'oro[28];
- stemma Madruzzo;
- stemma Thun;
- una chiesa, probabilmente la vecchia parrocchiale demolita.

#### Altri arredi

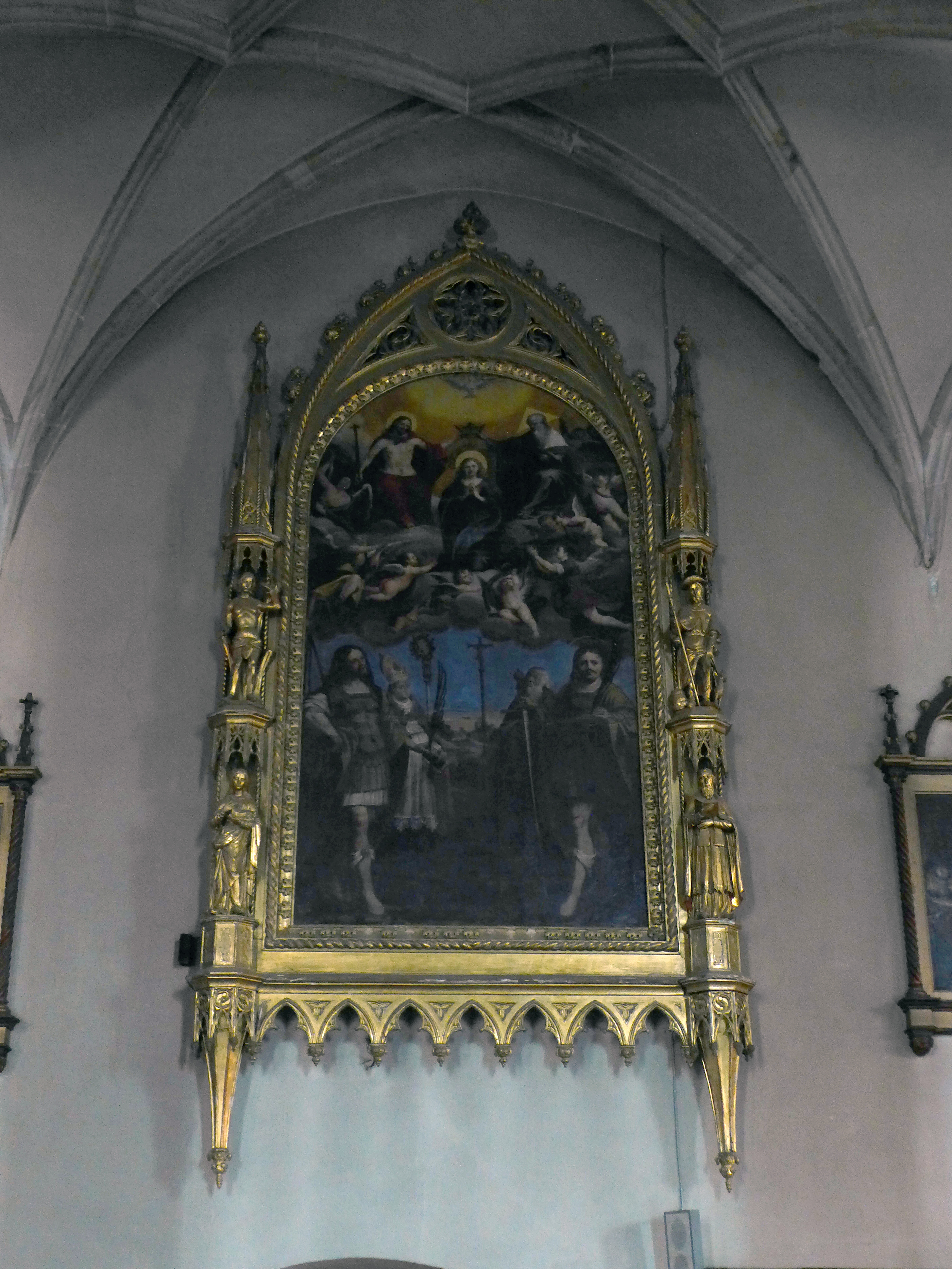
Carlo Pozzi, Incoronazione della Madonna e santi

L'altare maggiore, modificato in seguito al Concilio Vaticano II, presentava una pala, che dal 1977 è appesa sulla parete della navata sinistra. L'ancona neogotica fu intagliata da Napoleone Casati nel 1858 e la tela, attribuita a Carlo Pozzi, artista bresciano giunto in Trentino nel 1632 (metà XVII secolo), rappresenta l'Incoronazione della Madonna, San Vigilio, Sant'Antonio abate e i Santi Gervasio e Protasio, con i due santi titolari in primo piano.
Degni di nota sono inoltre il pulpito ligneo, posto sulla prima colonna di destra, realizzato tra il 1670 e il 1675 da Cristoforo Bezzi di Cusiano, ritenuto da Simone Weber autore anche della copertura del fonte battesimale, situato ora all'inizio della navata sinistra, che Raffaella Colbacchini attribuisce invece all'intagliatore Giovanni Simone Ramus. Caratteristiche le pitture all'interno del fonte, rappresentanti da sinistra a destra: San Gervasio , un vaso di fiori, il Battesimo di Costantino, il Battesimo di Cristo al Giordano, La predicazione di Giovanni Battista nel deserto, San Protasio e un altro vaso di fiori ornamentale.
L'organo, iniziato da Carlo Prati e ultimato nel 1700 da Giuseppe Bonatti di Desenzano del Garda, fu dotato di cassa, realizzata da Vigilio Fortunato Prati, un'opera giovanile dell'intagliatore nella quale le lesene, simili a colonne tortili, appaiono ancora incerte. Prati inoltre realizzò nel 1697 due Angeli cerofori per un altare, oggi perduti.